# Ojo to Banken-kun
Ojō to Banken-kun (яп. お嬢と番犬くん Одзе: то Банкэн-кун, досл. «Госпожа и её сторожевой пёс») — манга японского писателя, использующего псевдонимом Хацухару (яп. はつはる), и проиллюстрированная им же.

## Сюжет
После смерти родителей Исаку Сэнагаки отправляется к деду Тасукэ, являющемуся главой мафии якудза. Молодому мафиози Кэйе Уто приказывают стать её личным телохранителем. Спустя 8 лет Исаку поступает в старшую школу подальше от деда и Кэйи, однако мужчина занижает свой возраст и незаконно поступает в тот же класс.

## Персонажи
- Исаку Сэнагаки (яп. 瀬名垣 一咲 Сэнагаки Исаку) — главная героиня, ученица старшей школы. С трудом заводит друзей из-за своего деда-якудза. Влюблена в Кэйю.

Сэйю: Акари Кито
- Кэйя Уто (яп. 宇藤 啓弥 Уто: Кэйя) — телохранитель, подчинённый деда Исаку. Защищая хозяйку, может зайти слишком далеко.

Сэйю: Юитиро Умэхара
- Микио Тануки (яп. 田貫 幹男 Тануки Микио) — внук брата Тасукэ. Хулиган, которого бросили родители и приютил дед. Учится в одной школе с главными героями.

Сэйю: Дзюнъя Эноки
- Каори Сэкия (яп. 関谷 香織 Сэкия Каори) — бывшая хостесс в клубе якудза. Раньше была в отношениях с Кэйей, но теперь надеется, что он и Исаку станут парой.

Сэйю: Накахара, Маи

## Медиа

### Манга
Ojō to Banken-kun, написанная и проиллюстрированная Хацухару, публикуется в журнале Bessatsu Friend издательства Kodansha с 13 декабря 2018 года. В марте 2023 года выпуск манги был приостановлен из-за состояния здоровья Хацухару. Впервые манга была выпущена в формате танкобона 12 апреля 2019 года. По состоянию на январь 2024 года было выпущено 9 томов.

#### Список томов
| №  | Дата публикации     | ISBN                   |
| -- | ------------------- | ---------------------- |
| 01 | 12 апреля 2019 г.   | ISBN 978-4-06-515154-9 |
| 02 | 13 сентября 2019 г. | ISBN 978-4-06-517003-8 |
| 03 | 10 января 2020 г.   | ISBN 978-4-06-518251-2 |
| 04 | 11 июня 2020 г.     | ISBN 978-4-06-519779-0 |
| 05 | 13 ноября 2020 г.   | ISBN 978-4-06-521317-9 |
| 06 | 13 мая 2021 г.      | ISBN 978-4-06-523303-0 |
| 07 | 13 января 2022 г.   | ISBN 978-4-06-525897-2 |
| 08 | 13 октября 2022 г.  | ISBN 978-4-06-529154-2 |
| 09 | 13 сентября 2023 г. | ISBN 978-4-06-532984-9 |

### Аниме
10 октября 2022 года было объявлено об аниме-адаптации манги. Она выходила с 29 сентября по 22 декабря 2023 года на Tokyo MX и других сетях. Снимал сериал Ёсихиро Такамото на студии Project No.9 по сценарию Аи Сацуки. Дизайн персонажей разработала Юкико Бан, музыку написал Цубаса Ито. Вступительную композицию «Suki ni Naccha Dame na Hito» (яп. 好きになっちゃダメな人 Суки ни наття дамэ на хито, «Человек, в которого нельзя влюбляться»), исполнил Масаёси Оиси, а завершающую «Magie×Magie» — Акари Кито. В Южной, Юго-Восточной Азии и Океании (исключая Австралию и Новую Зеландию) сериал лицензирован Medialink, которая транслировала его на своём Youtube-канале Ani-One Asia. На остальных территориях сериал лицензирован Crunchyroll.